# Перривилл (аэропорт)
Аэропорт Перривилл (англ. Perryville Airport), (ИАТА: KPV, ИКАО: PAPE, FAA LID: PEV, прежний AK5) — коммерческий аэропорт, расположенный в 1,85 километрах к юго-западу от центральной части района Перривилл (Аляска), США. Регулярные пассажирские перевозки в Аэропорт Кинг-Салмон выполняет регуональная авиакомпания Peninsula Airways (PenAir).
Аэропорт находится в собственности штата Аляска.

## Статистические данные
По данным статистики Федерального управления гражданской авиации США услугами аэропорта в 2008 году воспользовалось 714 человек, что на 5 % (683 человек) больше по сравнению с предыдущим годом.
Аэропорт Перривилл включен Федеральным управлением гражданской авиации США в общий план развития аэропортовой системы США в период с 2009 по 2013 годы в качестве аэропорта, обслуживающего рейсы авиации общего назначения.

## Операционная деятельность
Аэропорт Перривилл занимает площадь в 60 гектар, расположен на высоте 9 метров над уровнем моря и эксплуатирует одну взлётно-посадочную полосу:
- 2/20 размерами 1006 x 23 метров с гравийным покрытием.

За период с 31 декабря 2005 по 31 декабря 2006 года Аэропорт Перривилл обработал 410 операций взлётов и посадок самолётов (в среднем 34 операций ежемесячно), из которых 51 % пришлись на рейсы аэротакси и 49 % — на авиацию общего назначения.